# It Ain't Gonna Be Easy
It Ain't Gonna Be Easy è un brano composto ed interpretato dall'artista britannico Elton John; il testo è di Gary Osborne.

## Struttura del brano
Proveniente dall'album del 1978 A Single Man (del quale è la quinta traccia), rappresenta il pezzo più lungo dell'LP, della durata di 08:27 (chiude inoltre il lato A dello stesso). La intro mette in evidenza la chitarra elettrica di Tim Renwick e il pianoforte di Elton; presenti sono anche Clive Franks al basso, Steve Holly alla batteria e Ray Cooper alle percussioni. La sezione ritmica contribuisce al sound malinconico e oscuro del pezzo, sposandosi perfettamente con il testo di Osborne. Viene messa in evidenza anche una sezione di archi (gli arrangiamenti orchestrali sono di Paul Buckmaster). Dopo le strofe e il ritornello, It Ain't Gonna Be Easy viene prolungata a dismisura e vengono esibiti assoli di chitarra e pianoforte (questi ultimi possono richiamare alla mente uno dei primi brani di Elton, Sixty Years On). Alla fine del brano Elton canta gli ultimi versi in falsetto.

## Significato del testo
Il testo di Osborne parla di un uomo abbandonato dalla propria donna e in preda quindi alla depressione e alla malinconia; il protagonista è stato anche tradito e quindi sa di non potersi più fidare di lei. I versi vengono cantati in maniera sempre più malinconica con l'andare del pezzo, dando l'idea dell'approssimarsi di una forte depressione.

## Formazione
- Elton John - voce, pianoforte
- Tim Renwick - chitarre
- Clive Franks - basso
- Steve Holly - batteria
- Ray Cooper - percussioni
- Paul Buckmaster - arrangiamenti orchestrali